# SK-1 (Raumanzug)

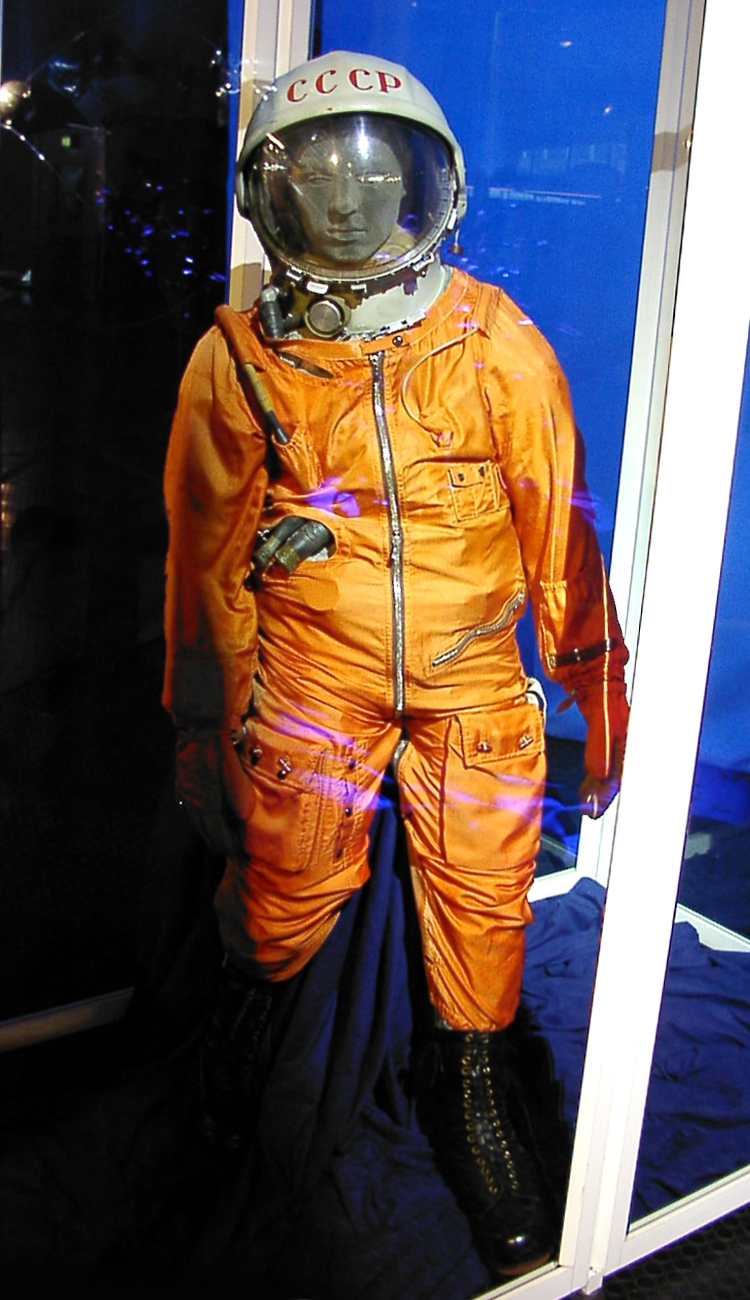
Der Raumanzug SK-1

SK-1 (Abkürzung für russisch Skafandr Kosmitscheskij 1, russisch Скафандр Космический für „kosmischen Skaphander“ = Raumanzug) ist ein sowjetischer Raumanzug, der für die Raumflüge mit Wostok-Raumschiffen vom sowjetischen Unternehmen NPP Swesda entwickelt und hergestellt wurde.

## Anforderungen
- Sicherstellung hygienischer Bedingungen für Raumfahrer bis zu zwölf Tagen
- Schutz des Kosmonauten bei Druckabfall in der Kabine in der Umlaufbahn für fünf Stunden und Rückkehr in der Landekapsel innerhalb von 25 Minuten
- Schutz des Kosmonauten beim Ausstieg mit dem Schleudersitz bis in Höhen von acht Kilometern bei einem dynamischen Druck von 2800 kg/m²
- Bereitstellung von Sauerstoff bei der Fallschirmlandung
- Sicherstellung des Überlebens des Trägers in kaltem Wasser für zwölf Stunden und für drei Tage bei Temperaturen von −15 °C

## Aufbau
Der SK-1-Raumanzug besitzt ein offenes Lebenserhaltungssystem, das im Normalbetrieb die Kabinenluft benutzt. Im Notfall wird Notsauerstoff eingesetzt. Der Anzug besteht aus zwei separaten luftdichten Schichten, einmal einer äußeren Schicht aus Polyethylenterephthalat und einer inneren Schicht aus Gummi, die unter einer hitzeunempfindlichen Außenschicht liegen. Der Helm ist fest mit dem Anzug verbunden und mit einem doppelten Visier ausgerüstet, welches sich automatisch schließen kann. Die Handschuhe sind abnehmbar. Zur Regulierung der Temperatur besitzt SK-1 einen internen Wärmeschutzanzug mit Belüftung und Kühlung. Die Schuhe sind für eine Landung des Kosmonauten am Fallschirm optimiert. Sollte der Träger im Wasser landen, so bläst sich der Kragen des Anzugs mit Hilfe einer CO2-Patrone automatisch auf. Zu Kommunikation besitzt der SK-1-Anzug ein Headset und Notfallfunk. Insgesamt wiegt der Anzug 20 kg.
Entwickelt wurde der SK-1 zum einen aus dem W-3-Druckanzug, von dem es den thermischen Schutzanzug und die Belüftung übernahm sowie dem S-10-Anzug, dessen Helm weiterentwickelt und mit einem automatischen Schließmechanismus ausgestattet wurde. Vom Workuta-Pilotenanzug wurde die äußere Schutzhülle abgeleitet.

## SK-2
Für weibliche Kosmonauten wurde eine SK-2 genannte Variante entwickelt, die technisch völlig identisch, aber dem weiblichen Körper angepasst ist.

## Einsatz
Zum Testen der Eigenschaften und zur Entwicklung wurden 20 Modelle SK-1 und vier Modelle SK-2 hergestellt. Um den Anzug im Weltraum zu testen, wurden zwei Dummys mit dem inoffiziellen Namen „Iwan Iwanowitsch“ entwickelt, deren Gewichtseigenschaften menschenähnlich waren und die verschiedenste Sensoren zur Messwerterfassung besaßen. Die Testpuppen wurden mit Hilfe des Moskauer Institutes für Prothesetechnik gebaut und hatten voll bewegliche Arme und Beine. Sogar ein Gesicht mit Schnauzbart war auf den Kopf gemalt. Zum Testen der Radiokommunikation wurde Hörfunk in der Kabine empfangen und über das Headset wieder zur Erde gesendet. Damit sollte eine Fehlinterpretation und Verwechslung mit echten Menschen vermieden werden.
Am 12. April 1961 flog mit Juri Gagarin an Bord von Wostok 1 der erste Mensch ins All. Er trug dabei einen SK-1-Anzug. Insgesamt wurden elf flugfähige Modelle SK-1 und SK-2 gebaut, davon wurden zwei mit Dummys im All getestet, fünf Anzüge SK-1 kamen bei weiteren Wostok-Missionen zum Einsatz. In einem der zwei SK-2-Anzüge flog Walentina Tereschkowa mit Wostok 6 am 16. Juni 1963 ins All.

## Weitere Entwicklung
Für die nachfolgenden Woschod- und Sojus-Flüge wurde aus Kapazitätsgründen auf das Tragen von Raumanzügen in der Kommandokapsel verzichtet. Beim Flug von Sojus 11 kamen aus diesem Grund 1971 drei Kosmonauten ums Leben. Danach wurden von NPP Swesda der Sokol-Anzug für das Sojus-Raumschiff entwickelt, der immer noch eingesetzt wird.
Parallel erfolgte die Entwicklung von Raumanzügen zum Ausstieg ins freie Weltall (EVA).